# Parzán
Parzán ist ein spanischer Ort in den Pyrenäen in der Provinz Huesca der Autonomen Gemeinschaft Aragonien. Der Ort gehört zur Gemeinde Bielsa. Parzán hatte im Jahr 2015 66 Einwohner.

## Geografie
Parzán liegt am Río Barrosa.

## Geschichte
Parzán wurde während des Bürgerkriegs zerstört, da fast alle Gebäude, einschließlich der Kirche, niedergebrannt wurden. Seine Einwohner leben heute zumeist von der Viehzucht und vom Tourismus. In jüngerer Zeit hat der Bestand an Gebäuden bemerkenswert zugenommen, da Parzán im Sommer von einer großen Anzahl Touristen besucht wird.